# 恩里克·罗德里格斯
恩里克·罗德里格斯（西班牙語：Enrique Rodríguez，1951年11月19日—2022年11月23日），西班牙男子拳击运动员。他曾代表西班牙参加1972年和1976年夏季奥林匹克运动会拳击比赛，其中1972年奥运会获得一枚铜牌。